# Psammotreta brevifrons
Psammotreta brevifrons is een tweekleppigensoort uit de familie van de Tellinidae. De wetenschappelijke naam van de soort is voor het eerst geldig gepubliceerd in 1834 door Say.